# 高竹嵐
高竹嵐 （英語：Chu-Lan Kao，1985年11月27日—），現職國立陽明交通大學統計學研究所副教授，台灣合唱、阿卡貝拉與音樂劇作曲家，桌上遊戲設計師，同時也是獨立桌上遊戲設計師。大學期間參加台大合唱團開始學習編曲，至今已有100逾首合唱或人聲樂團的公開演出作品，也擔任多齣音樂劇之詞曲創作。曾任A劇團音樂總監。於2020年創辦EDU創作社，為國內第一個以科普音樂劇為主的劇團。相關作品集可參考［音樂作品集 （页面存档备份，存于）］

## 出版品
- 混聲合唱『忘了我是誰』（中國音樂書房）
- 女聲合唱『鄧麗君組曲』（台北愛樂文教基金會）
- 混聲合唱『我身騎白馬』（台北愛樂文教基金會）
- 混聲合唱『羅大佑組曲』（台北愛樂文教基金會）
- 混聲合唱『蘇三起解』（台北愛樂文教基金會）
- 混聲合唱『為世界之光』（全方位出版）
- 混聲合唱『抓週』（個人出版）
- 混聲合唱『玫瑰的數字』（個人出版）
- 桌上遊戲『我先走啦』（新天鵝堡桌上遊戲有限公司）[4]
- 桌上遊戲『快樂感恩節』（山頂洞人實驗室）
- 桌上遊戲『舉牌小人』（大玩桌遊）
- 桌上遊戲『厄夜魔堡』（新天鵝堡桌上遊戲有限公司）
- 桌上遊戲『時空傳送局』(翰林)
- 桌上遊戲『國王的建築師』(世一)
- 桌上遊戲『時光當鋪』(尖端出版)
- 桌上遊戲『調香師』(大玩桌遊，獲Dice Tower年度十大創新遊戲）
- 桌上遊戲『十個小矮人』（新天鵝堡桌上遊戲有限公司）
- 桌上遊戲『醫藥先鋒』（大玩桌遊與台灣拜爾藥廠）
- 桌上遊戲『闇河塔』（摩埃創意工作室）
- 桌上遊戲『台灣製茶錄』（艸艸設計）
- 桌上遊戲『北城百畫帖』（鹿言工作室）
- 桌上遊戲『火鳳燎原』（鹿言工作室）
- 『農家樂』、『卡坦島』、『卡卡頌大盒版』等桌上遊戲中文化[5]

## 公開演出作品
- 合唱作品『收驚歌』[6]
- 合唱作品『台大校歌流行版』[7]
- 合唱作品『忘了我是誰』
- 合唱作品『偶然組曲』
- 合唱作品『史艷文組曲』
- 合唱作品『鹿港小鎮』
- 合唱作品『身騎白馬』
- 合唱作品『蘇三起解』
- 合唱作品『四面楚歌』
- 合唱作品『王昭君』
- 合唱作品『梁祝』
- 合唱作品『蒼鷹』
- 合唱作品『為世界之光』
- 合唱作品『道載塵懷』
- 合唱作品『抓周』
- 合唱作品『黃舒駿組曲』
- 人聲樂團作品『無人熟識』
- 音樂劇作品『愛麗絲奇遇記Alice in Acappelland』
- 音樂劇作品『阿茲大地The Wizard of AZ』（第六屆台北藝穗節佳作）
- 音樂劇作品『彼得潘遊戲』(第八屆台北藝穗節戲劇類首獎)
- 音樂劇作品『阿卡的兒歌大冒險』(台北兒童藝術節)
- 音樂劇作品『吉米不難搞』(第十屆台北藝穗節喜劇／歌舞劇類首獎)
- 音樂劇作品『茉娘』(編劇兼詞曲)
- 音樂劇作品『陳家聲２人演唱會』(第十三屆台北藝穗節喜劇／歌舞劇類首獎)
- 音樂劇讀劇作品『沉默大陸』上半場(第一屆NTT+X中國信託音樂劇人才培育計畫)
- 科普音樂劇作品『玫瑰的數字』(第一屆台灣科學節，編劇兼詞曲)
- 科普音樂劇作品『恆河左岸的愚公』(第二屆台灣科學節，編劇兼詞曲)
- 科普音樂劇作品『達巴瓦拉到你家』(第三屆台灣科學節，編劇兼詞曲)
- 科普音樂劇作品『來電Darling』(第四屆台灣科學節，作曲)

## 外部連結
- 北極海豹堡- 高竹嵐的家 （页面存档备份，存于）（繁體中文）